# STS-116

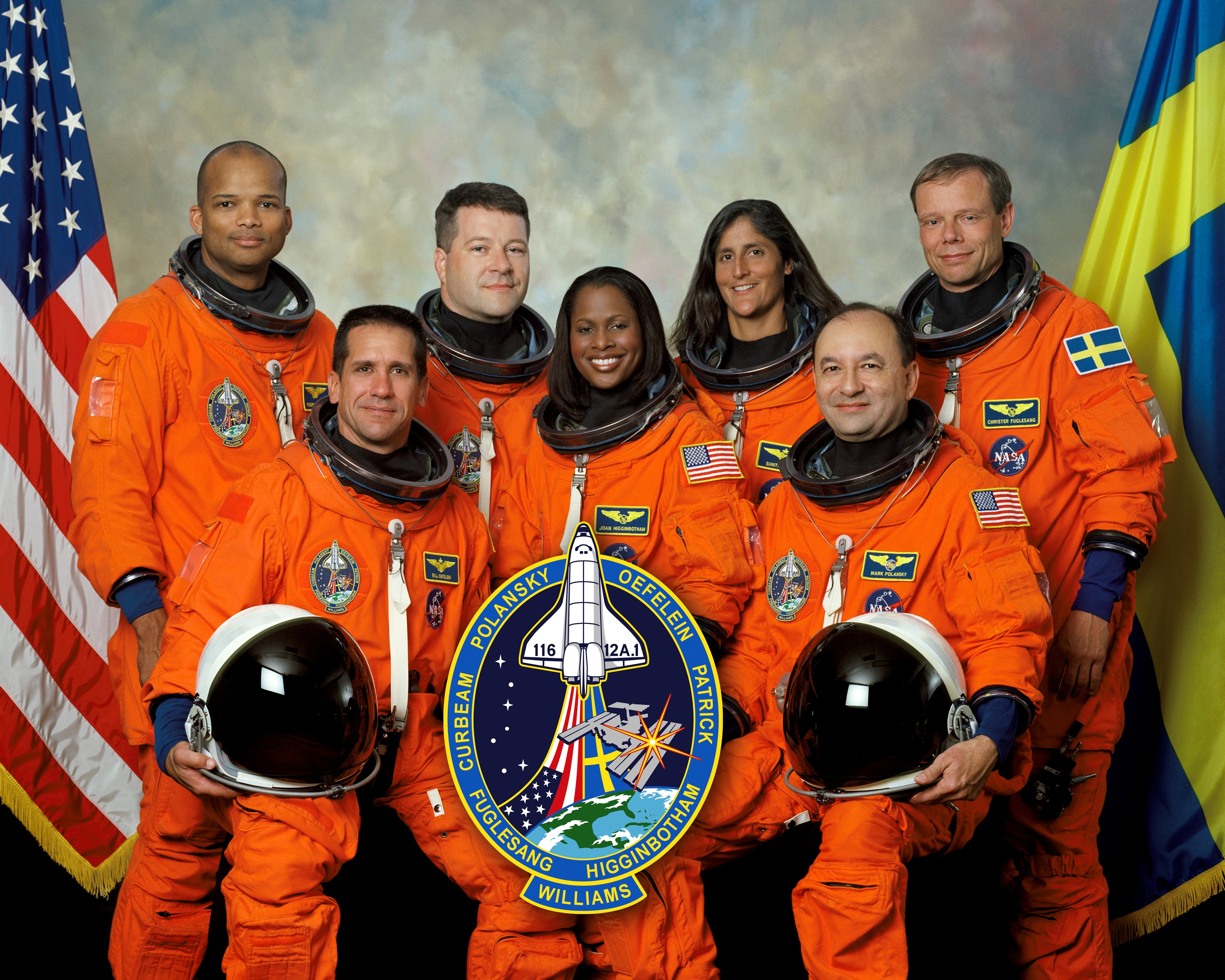
Екіпаж STS-116:У першому ряду зліва направо: Вільям Офелейна, Джоан Хіггінботем, Марк Поланскі. У другому ряду зліва направо: Роберт Курбе, Ніколас Патрік, Сунніта Вільямс, Крістер Фуглесанг

STS-116 — космічний політ БТКК «Діскавері» за програмою «Спейс Шаттл» для продовження збірки Міжнародної космічної станції. Це двадцятий політ за програмою МКС.
У разі пошкодження «Діскавері» під час старту й неможливості його безпечного повернення на Землю, планувалося, що екіпаж залишиться на МКС й буде чекати рятувальної експедиції (STS-117), яка відправиться на шатлі «Атлантіс» 9 лютого 2007 року. Такий запобіжний захід передбачено згідно з рекомендаціями комісії, яка проводила розслідування обставин загибелі шатла «Колумбія».

## Екіпаж
- Полянський Марк Льюїс (2-й космічний політ) — командир екіпажу;
- Вільям Офелейна (1) — пілот;
- Роберт Кербім (3) — фахівець з програми польоту;
- Ніколас Патрік (1) — фахівець з програми польоту;
- Джоан Гіґґінботем (1) — спеціаліст по програмі польоту;
- ЄКА Крістер Фуглесанг (1) — фахівець з програмою польоту, астронавт;
- Суніта Вільямс (1) — 14 бортінженер з довгострокової експедиції МКС.

Суніта Вільямс приєдналася до 14-ї довгострокової експедиції МКС, як бортінженер. Замість неї на Землю повернувся бортінженер з 13-ї довготривалої експедиції МКС Томас Райтер
В екіпажі «Діскавері» — п'ять новачків з космічних польотів: Вільям Офелейна, Ніколас Патрік, Джоан Гіггінботем, Крістер Фуглесанг і Сунніта Вільямс. Крістер Фуглесанг — перший астронавт Швеції.

## Параметри польоту
- Вага : 
  - Вага при старті:
  - Вага при приземленні:

### Виходи у відкритий космос
- Вихід 1 —  Курбе і Фуглесанг
- Мета: монтаж сегмента фермової конструкції Р5
- Початок: 12 грудня 2006 року — 20:31 UTC
- Закінчення: 13 грудня — 3:07 UTC
- Тривалість: 6 годин 36 хвилин

Це 4-й вихід у космос Роберта Курбіма і 1-й вихід Крістера Фуглесанг.
- Вихід 2 —  Курбе і Фуглесанг
- Мета: прокладання силових кабелів і підключення сонячних батарей до системи енергопостачання МКС
- Початок: 14 грудня 2006 року — 19:41 UTC
- Закінчення: 15 грудня — 00:41 UTC
- Тривалість: 5 годин 00 хвилин

Це 5-й вихід у космос Роберта Курбіма і 2-й вихід Крістера Фуглесанг.
- Вихід 3 —  Курбе і Вільямс
- Мета: прокладання силових кабелів і підключення сонячних батарей до системи енергопостачання МКС, спроба усунення несправностей на сонячній батареї.
- Початок: 16 грудня 2006 року — 19:25 UTC
- Закінчення: 17 грудня — 2:56 UTC
- Тривалість: 7 годин 31 хвилина

Це 6-й вихід у космос Роберта Курбіма і 1-й вихід Суніти Вільямс.
- Вихід 4 —  Курбе і Фуглесанг
- Мета: спроба усунення несправностей на сонячній батареї сегмента «Р6».
- Початок: 18 грудня 2006 року — 19:00 UTC
- Закінчення: 19 грудня — 1:28 UTC
- Тривалість: 6 годин 28 хвилин

Це 7-й вихід у космос Роберта Курбіма і 3-й вихід Крістера Фуглесанг.

## Мета
- Доставлення та монтаж сегмента фермової конструкції МКС P5.
- Часткова заміна довготривалого екіпажу МКС.
- Доставлення вантажів на МКС у транспортному модулі «Спейсгаб» (Spacehab, МНК).

Три основні компоненти корисного навантаження шаттла складають: сегмент фермової конструкції Р5, одиничний модуль «Спейсхаб» і панель, на якій встановлено експериментальне обладнання. Сегмент Р5 буде служити посередником між панелями сонячних батарей, що забезпечить переконфігурацію розподілу електроенергії та систем охолодження. Крім того, шатл доставить на орбіту три піко-супутника, які будуть запущені після відстикування шатла від МКС. Ці три супутники мають розмір чашки кави.
Успішна установка сегмента P5 є ключовим моментом для конфігурації системи електропостачання МКС. Система електропостачання складається з генераторів енергії, накопичення і зберігання енергії, управління і розподілу електроенергії.

## Підготовка до польоту

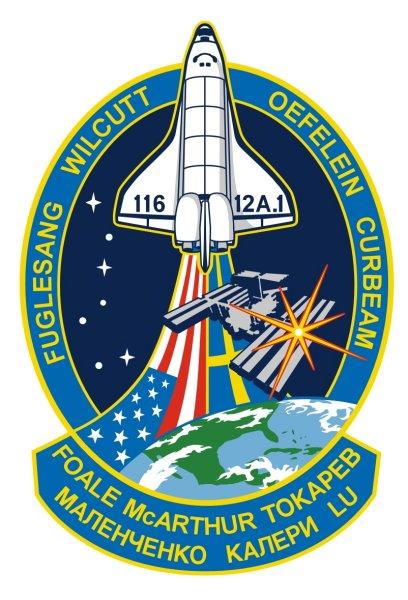
Перша емблема місії STS-116. На емблемі — склад екіпажу, який планувався у 2002 році

STS-116 Спочатку місію передбачалося провести в липні 2003 року за допомогою шатлу «Атлантіс». До складу екіпажу планувалися: Терренс Вілкат (командир), Вільям Офелейна (пілот), Роберт Курбе і Крістер Фуглесанг (Швеція), а також восьмий довготривалий екіпаж МКС: Майкл Фоул, Вільям МакАртур і Валерій Токарев. Майкл Фоул, Вільям Мак-Артур і Валерій Токарев повинні були змінити на станції сьомий екіпаж: Юрій Маленченко, Олександр Калера і Едвард Лу, які повинні були прибути на станцію в березні 2003 року. Після катастрофи «Колумбії» плани всіх польотів і склад екіпажів були змінені. 9 лютого 2005 НАСА оголосило склад зміненого екіпажу для місії STS-116: Марк Поланскі (командир) Вільям Офелейна (пілот) Роберт Курбе, Ніколас Патрік, Джоан Гіггінботем і Крістер Фуглесанг (Швеція). Сунніта Вільямс була призначена бортінженером 14-ї довготривалої експедиції МКС 2 травня 2006.
- 28 вересня. Менеджери НАСА вирішили перенести старт «Діскавері» STS-116 на більш ранній термін, з 14 грудня на 7 грудня 2006 року, час старту — 9:38 р. м. EST (8 грудня 2:38 UTC 8 грудня московського часу 5:38). Після катастрофи «Колумбії», було прийнято рішення здійснювати запуски шаттлів тільки в денний час, щоб забезпечити хороші умови для відео та фотографування шматків ізоляції, що відвалюються від зовнішнього паливного бака. Старт 7 грудня буде проведений в темний час доби. Це відступ від прийнятого порядку буде обговорюватися в Космічному центрі Джонсона 5 жовтня. Перенесення старту зроблено для того, щоб астронавти могли б повернутися на Землю до різдвяних свят.

Можливий час старту шатлу «Діскавері» STS-116.
- Старт 7 грудня 2006 року
  - 1-ша спроба: 8 грудня 2:38 UTC (7 грудня 9:38 AM EST), (8 грудня 5:38 мск), повернення 18 грудня.
  - 2-га спроба: 9 грудня 2:14 UTC (8 грудня 9:14 AM EST), (9 грудня 5:14 мск), повернення 19 грудня.
  - 3-тя спроба: 11 грудня 1:50 UTC (10 грудня 8:50 AM EST), (11 грудня 4:50 мск), повернення 21 грудня.
  - 4-та спроба: 12 грудня 1:26 UTC (11 грудня 8:26 AM EST), (12 грудня 4:26 мск), повернення 22 грудня.
- Старт 14 грудня 2006 року
  - 1-ша спроба 14 грудня 23:50 UTC (14 грудня 6:50 AM EST), (15 грудня 2:50 мск), повернення 25 грудня.
  - 2-га спроба: 15 грудня 23:26 UTC (15 грудня 6:26 AM EST), (16 грудня 2:26 мск), повернення 26 грудня.
  - 3-тя спроба: 17 грудня 22:38 UTC (17 грудня 5:38 AM EST), (18 грудня 1:38 мск), повернення 28 грудня.
  - 4-та спроба: 18 грудня 22:14 UTC (18 грудня 5:14 AM EST), (19 грудня 1:14 мск), повернення 29 грудня.

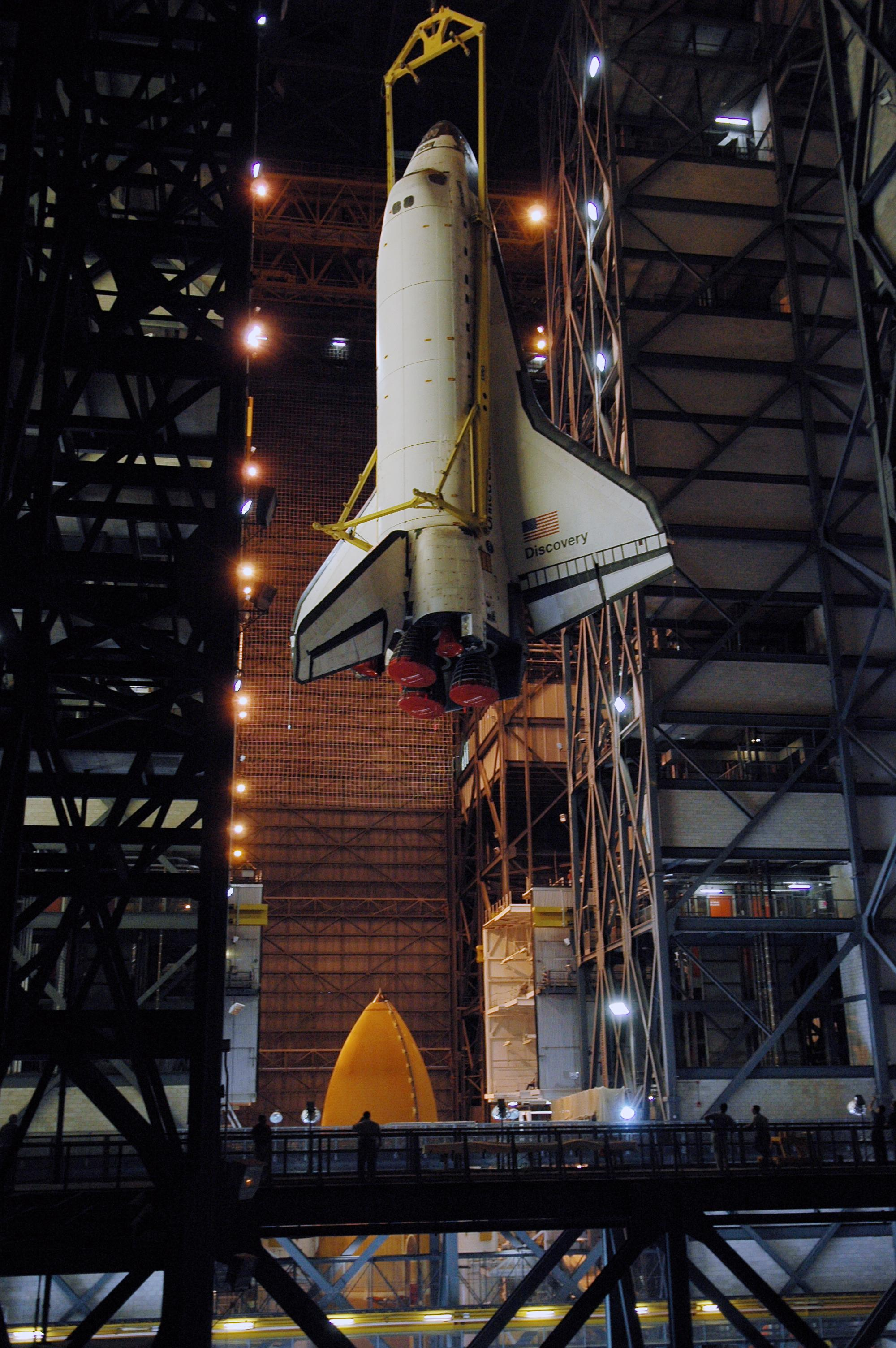
«Діскавері» в будівлі вертикальної збірки

- 31 жовтня шаттл «Діскавері» був перевезений з ангара в будівлю вертикальної збірки, де до нього будуть приєднані твердопаливні прискорювачі та зовнішній паливний бак. На 7 листопада 12:00 UTC (7 AM EST, 15:00 мск) намічено перевезення шаттла на стартову позицію 39В.
- 9 листопада шаттл «Діскавері» перевезений з будівлі вертикальної збірки на стартову позицію. Перевезення почалася о 5:29 UTC (12:29 AM EST, 8:29 мск) і закінчилося о 13:03 UTC (9:03 AM EST, 16:03 мск). За цей час шаттл подолав відстань в 6,7 км (4,2 милі).
- 16 листопада у вантажний відсік шатлу були поміщені модуль «Спейслеб» і сегмент Р5.
- 8 грудня о 2:36 UTC (7 грудня 9:36 AM EST, 8 грудня 5:36 мск) керівниками стартової групи у зв'язку з поганою погодою було прийнято рішення про скасування запуску. Таймер відліку часу старту був зупинений, і були запущені стандартні процедури з деактивації систем корабля і стартового комплексу, проведена евакуація екіпажу. Останнім залишив «Діскавері» командир корабля Марк Поланскі. Згідно з прогнозами погода продовжує погіршуватися. Дата наступної спроби запуску 10 грудня 1:47 UTC (9 грудня 8:47 PM EST, 10 грудня 4:47 мск).

## Опис польоту

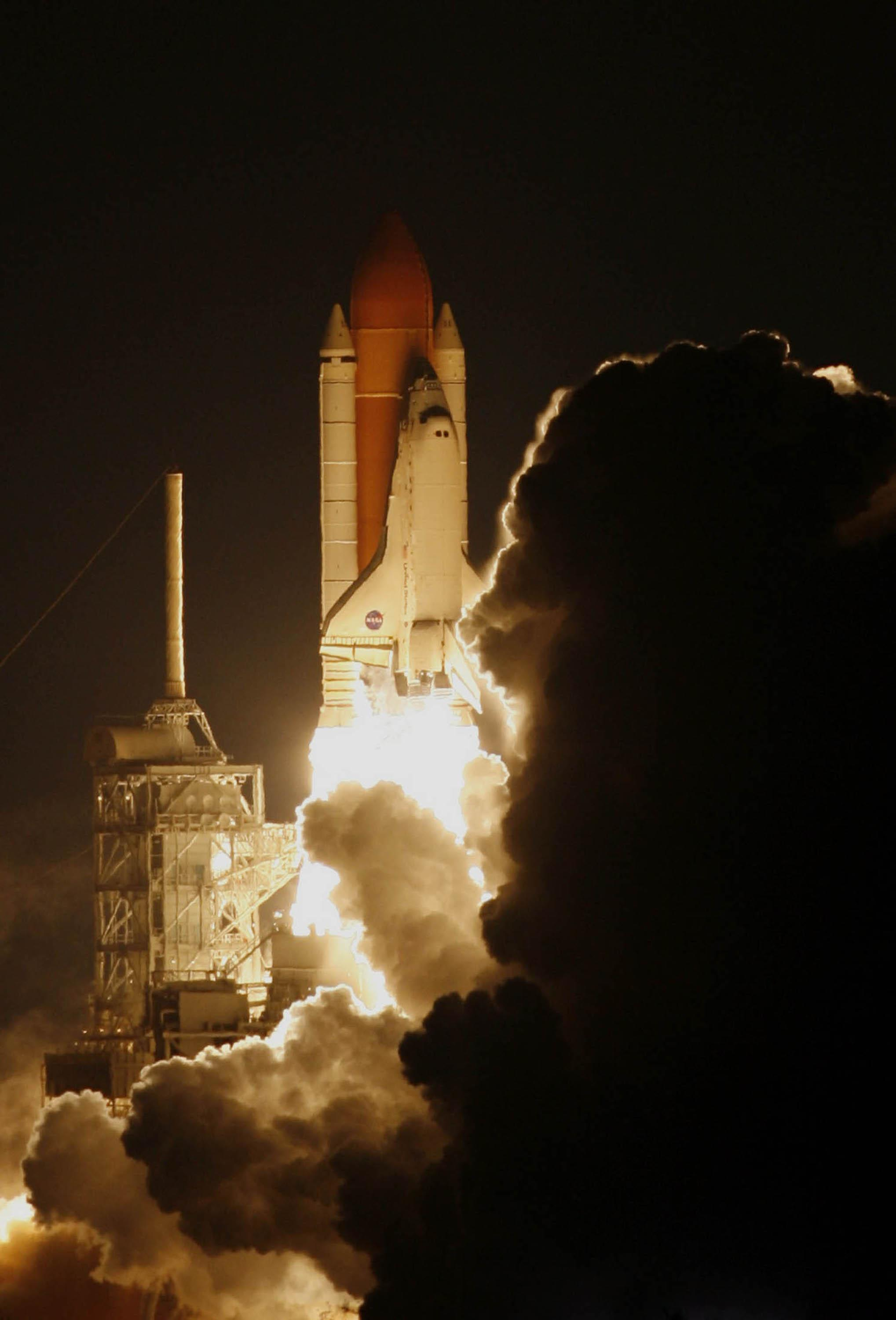
Запуск шатла «Діскавері»

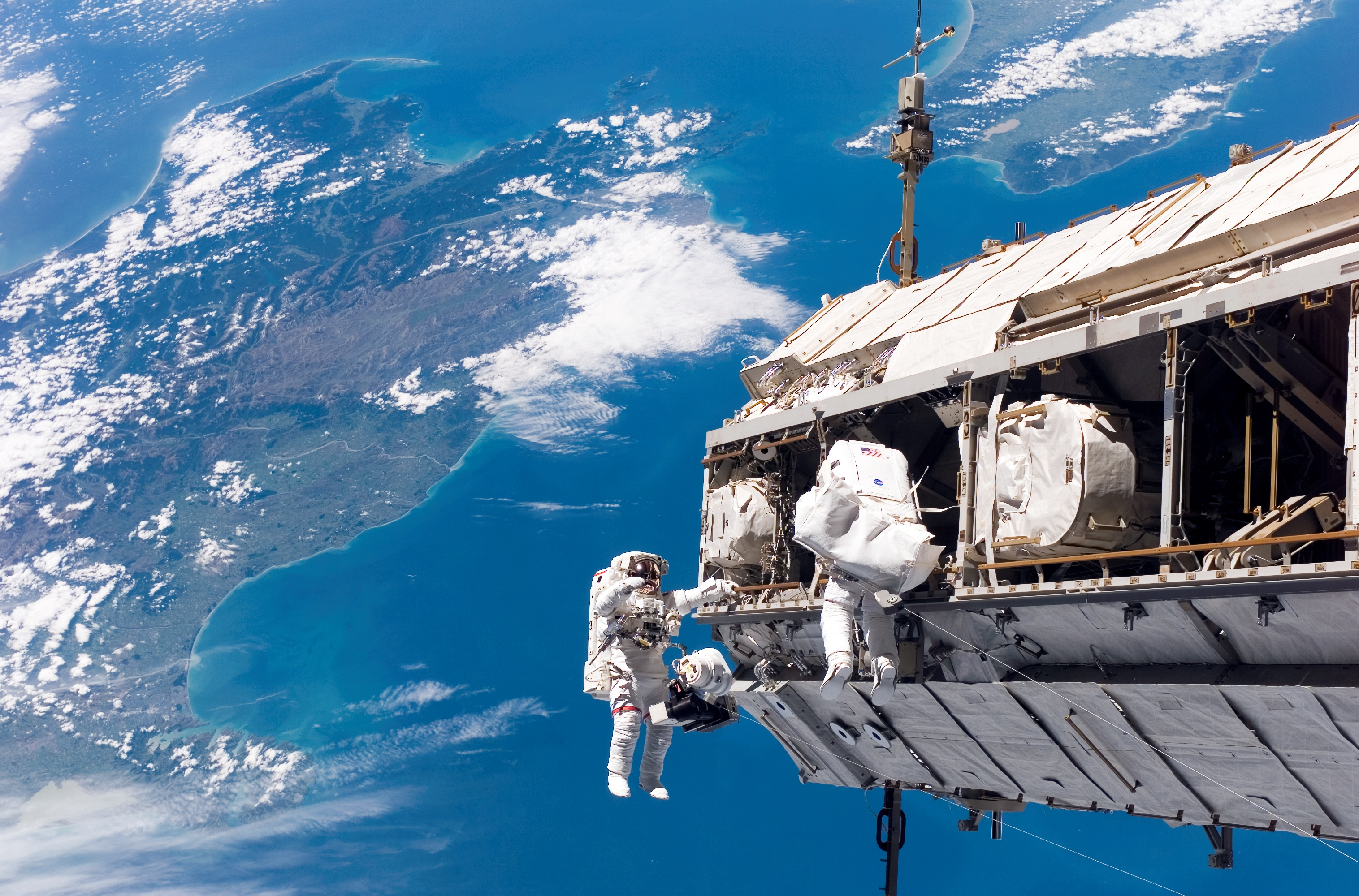
Курбе і Фуглесанг — перший вихід у космос

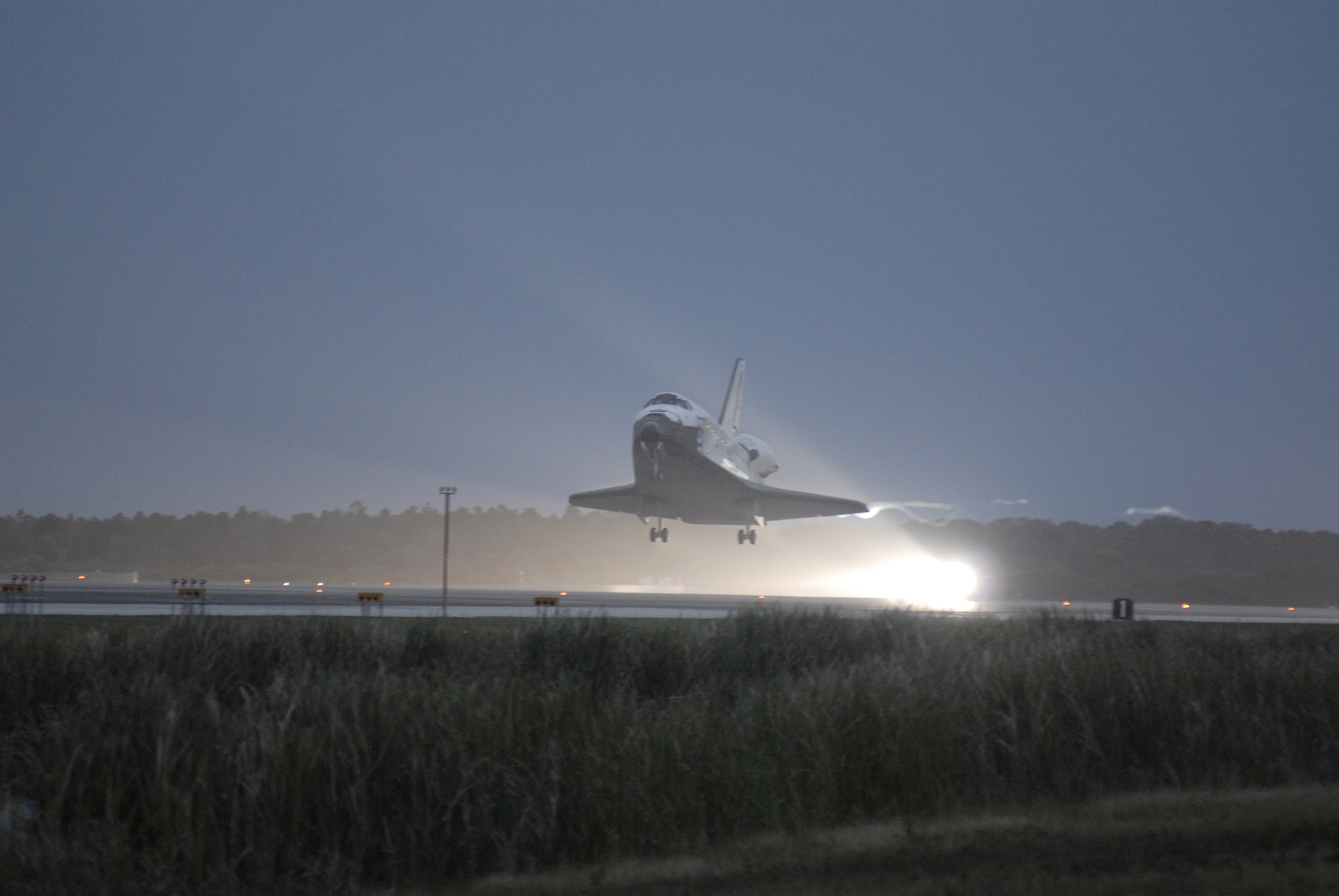
Приземлення

- 10 грудня — незважаючи на побоювання метеорологів про наближення холодного фронту з низькою хмарністю, які перервали попередню спробу запуску, 9 грудня о 17:46 UTC (10 грудня 12:46 AM EST, 8:46 мск) була розпочата й о 20:45 UTC (10 грудня 3:45 PM EST, 11:45 мск) повністю закінчена заправка зовнішнього паливного бака космічної системи. Для трансатлантичного режиму аварійного переривання польоту було обрано посадковий майданчик бази ВПС у Мороні, Іспанія.

Шаттл «Діскавері» був запущений 1:47:35 UTC (9 грудня 8:47:35 PM EST, 10 грудня 4:47:35 мск) і до 2:30 UTC (9 грудня 9:30 PM EST, 10 грудня 5:30 мск) був успішно виведений на цільову орбіту.
- 10 грудня — в перший день польоту екіпаж, за допомогою камери, укріпленої на подовжувачі робота-маніпулятора шаттла, провів інспекцію теплозахисного покриття передніх крайок крил і носа шаттла. Дані інспекції були передані на Землю, для аналізу стану теплозахисту корабля фахівцями. Екіпаж також провів контрольну перевірку обладнання для майбутнього стикування з МКС, призначеної на 22:05 11 грудня UTC (5:05 PM EST, 12 грудня 1:05 мск).
- 11 грудня — через дві доби після старту, шаттл «Дискавері» зістикувався з МКС. Стикування відбулося 11 грудня о 22:12 UTC (5:12 PM EST, 12 грудня 1:12 мск) над південно-східною Азією. Приблизно за годину до стикування, шатл здійснив, тепер вже стандартний, перекид на перед МКС 360. Космонавти екіпажу МКС фотографували днище шаттла з метою виявлення можливих пошкоджень теплозахисного покриття. Після перевірки герметичності стику, о 23:54 UTC (6:54 PM EST, 12 грудня 2:54 мск) був відкритий люк і астронавти шаттла перейшли на МКС.

- 12 грудня — астронавти Роберт Курбе і Крістер Фуглесанг здійснили перший вихід у відкритий космос. Головним завданням виходу була установка сегмента фермової конструкції Р5. Монтаж сегмента Р5 здійснювався за допомогою робота — маніпулятора станції, яким керувала Джоан Гіггінботем. Астронавти також замінили камеру, яка вийшла з ладу, на сегменті S1, і виконали ще кілька невеликих завдань, в тому числі провели електричні з'єднання між сегментами Р4 і Р5 і перевірили надійність складання. Вихід розпочався 12 грудня о 20:31 UTC (3:31 PM EST, 23:31 мск) 13 грудня і закінчився 3:07 UTC (12 грудня 10:07 EST, 13 грудня 6:07 мск). Тривалість виходу склала 6 годин 36 хвилин.

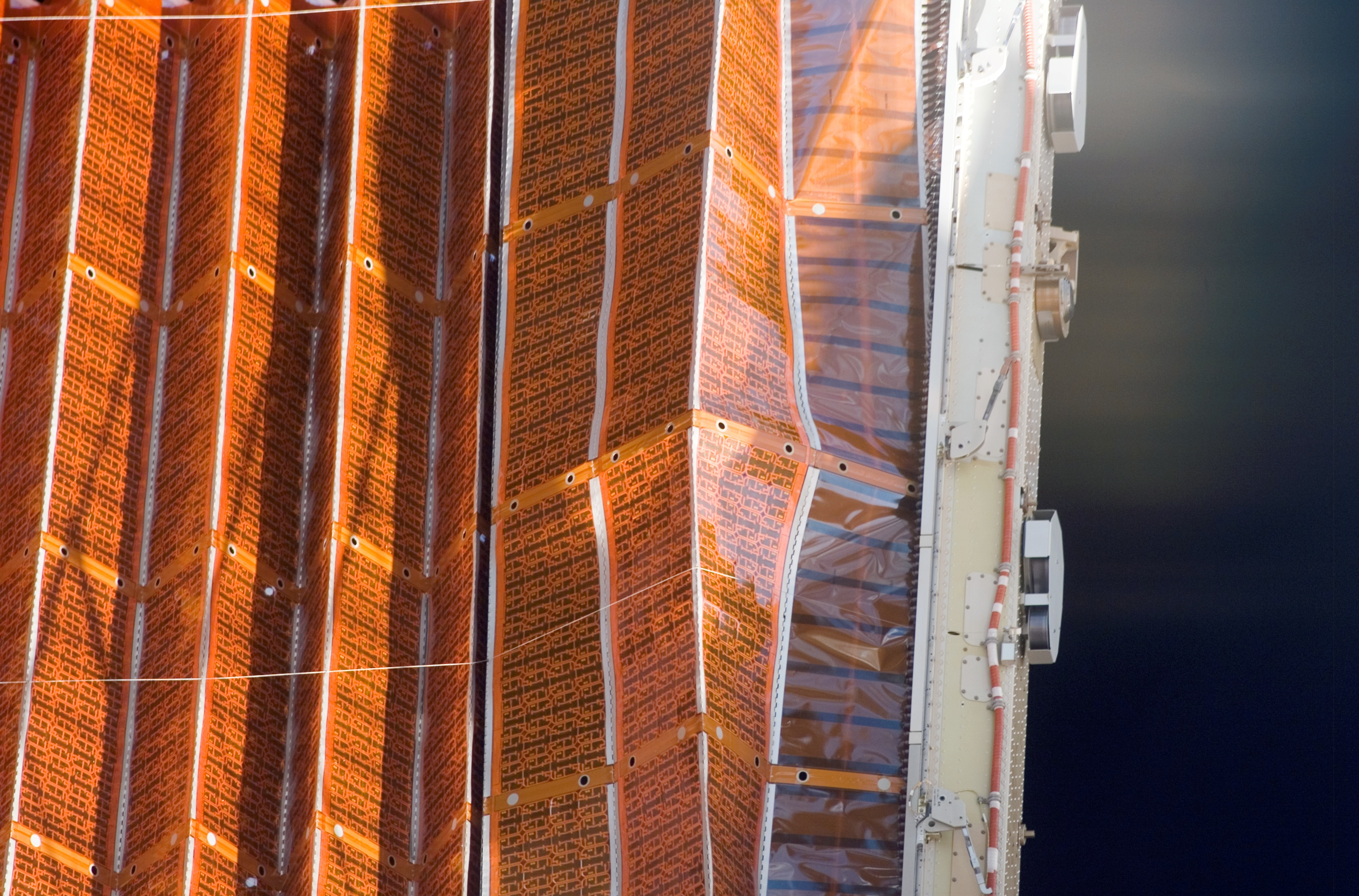
Сонячна батарея Р6, яку заклинило

- 13 грудня — екіпаж намагався скласти сонячну батарею сегмента Р6. Було зроблено кілька спроб згортання і розгортання батареї, проте, повністю згорнути сонячну батарею, яка перебувала в розгорнутому стані з грудня 2000 року, не вдалося. Після більш ніж шести з половиною годин безперервних зусиль, вдалося згорнути тільки 17 з 31 секції сонячної батареї. Фахівці на Землі стали розглядати можливість додаткового виходу у відкритий космос, щоб спробувати згорнути цю батарею повністю.
- 14 грудня — астронавти Роберт Курбе і Крістер Фуглесанг успішно виконали другий вихід у відкритий космос. Астронавти займалися електромонтажними роботами: прокладали силові кабелі та підключали сонячні батареї до системи енергопостачання МКС. Вихід розпочався 14 грудня о 19:41 UTC (2:41 вечора EST, 22:41 московського часу) і закінчився в 15 грудня о 00:41 UTC (14 грудня 7:41 PM EST, 15 грудня 3:41 мск). Тривалість виходу склала 5 годин 1 хвилина, що менше, ніж планувалося раніше (5 годин 55 хвилин).
- 15 грудня — фахівці НАСА і астронавти, що знаходяться на МКС намагалися викликати додаткові струси зсередини станції, щоб якось привести в рух сонячну батарею сегмента Р6. Були приведені в рух (легке погойдування) розкриті крила сонячних батарей. Такі рухи викликають вібрацію станції. Фахівці сподівалися, що під дією такої вібрації, заклинена батарея може вийти зі ступору. Для цієї ж мети, член екіпажу МКС Томас Райтер навіть провів посилені тренування на велотренажері, що також призводять до посилення вібрації на станції. Однак ці зусилля не привели до бажаного результату. Було прийнято рішення, що спроби згортання заклиненої батареї астронавти зроблять під час третього виходу у відкритий космос, а можливо і під час додаткового четвертого виходу.
- 16 грудня — астронавти Роберт Курбе і Сунніта Вільямс виконали третій вихід у відкритий космос (для Вільямс це був перший вихід у кар'єрі астронавта). Астронавти займалися електромонтажними роботами: прокладали силові кабелі та підключали сонячні батареї до системи енергопостачання МКС. На додаток, астронавти намагалися розхитати і згорнути заклинену сонячну батарею сегмента Р6. Ці спроби вдалися їм лише частково. Вдалося скласти ще 4 секції батареї (в цілому, склалася 21 секція з 31). Повернути батарею в повністю складений стан не вдалося. Вихід розпочався 16 грудня о 19:25 UTC (2:25 PM EST, 22:25 мск) і закінчився в 17 грудня о 2:56 UTC (16 грудня 9:56 вечора EST, 17 грудня 5:56 мск). Тривалість виходу склала 7 години 31 хвилина.
- 17 грудня — екіпаж шаттла почав готуватися до четвертого, додаткового виходу у відкритий космос, з метою розібратися з проблемою підлоги згорнутої сонячної батареї сегмента Р6. Рішення про четвертий вихід у космос було прийнято в суботу. Під час третього виходу, астронавти Курбе і Вільямс намагалися, за допомогою струсів, згорнути заклинену сонячну батарею, але повністю впоратися з цим завданням вони не встигли. Було прийнято рішення, що цю роботу продовжать Курбе і Фуглесанг під час четвертого виходу, який був призначений на 18 грудня 18:47 UTC (1:47 вечора EST, 21:47 московський час). У зв'язку з рішенням про проведення четвертого виходу в космос, були на добу зрушені терміни розстикування шаттла з МКС, а також дата приземлення шатла. Розстиковка була перенесена на 19 грудня 22:09 UTC (5:09 вечора EST, 1:47 московський час 20 грудня), а повернення шатла на Землю на 22 грудня 20:55 UTC (3:55 вечора EST, 23:55 московський час).

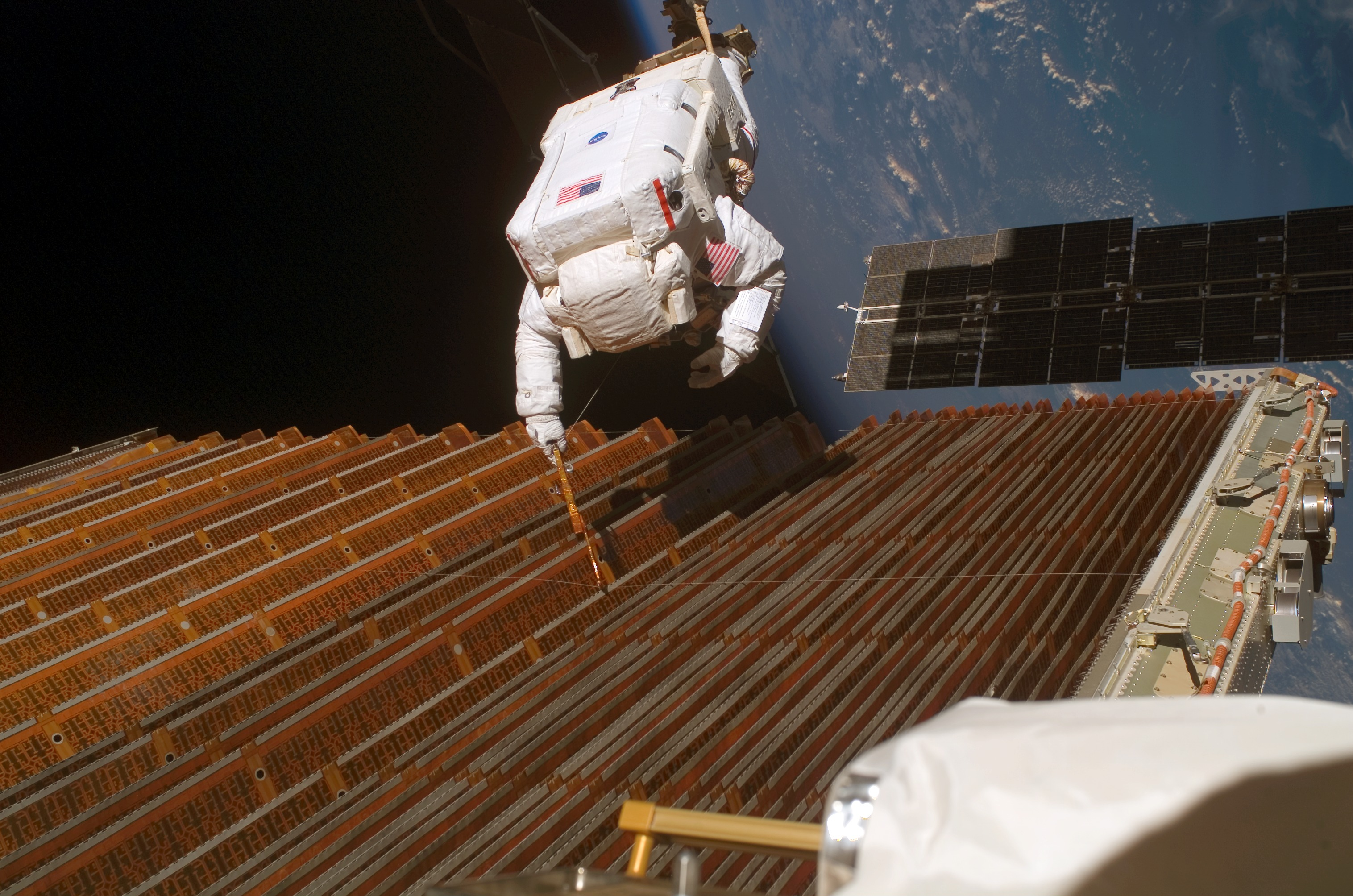
Роберт Курбе під час 4-го виходу намагається допомогти згорнутися сонячній батареї

- 18 грудня — астронавти Роберт Курбе і Крістер Фуглесанг успішно виконали завдання додаткового виходу у відкритий космос. Сегмент фермової конструкції Р6 має два крила (4В і 2В) сонячних батарей. Ці сонячні батареї були доставлені і розгорнуті на МКС в грудні 2000 року. Вони використовувалися за тимчасовою схемою забезпечення станції електроенергією. Тепер електропостачання станції перемикається на постійну схему. Два крила сонячних батарей сегмента Р6 повинні бути згорнуті, а у вересні майбутнього року, згорнутий пакет сонячних батарей сегмента Р6 планується переставити на лівий кінець фермової конструкції станції, і вони будуть розгорнуті знову. У ході нинішнього польоту, повинно було бути згорнуто крило 4В, а 2В крило планується згорнути в березні майбутнього року під час місії «Атлантіс» STS-117. При спробі згортання крила 4B воно заклинило. Було прийнято рішення про додатковий, четвертий вихоід в космос, щоб усунути перешкоди до згортання сонячної батареї. Цю задачу успішно виконали Роберт Курбе і Крістер Фуглесанг. Вихід розпочався 18 грудня о 19:00 UTC (2:00 вечора EST, 22:00 московський час) 19 грудня і закінчився о 1:28 UTC (8:28 вечора ET 18 грудня, 19 грудня московського часу 4:28). Тривалість виходу склала 6 годин 28 хвилин.

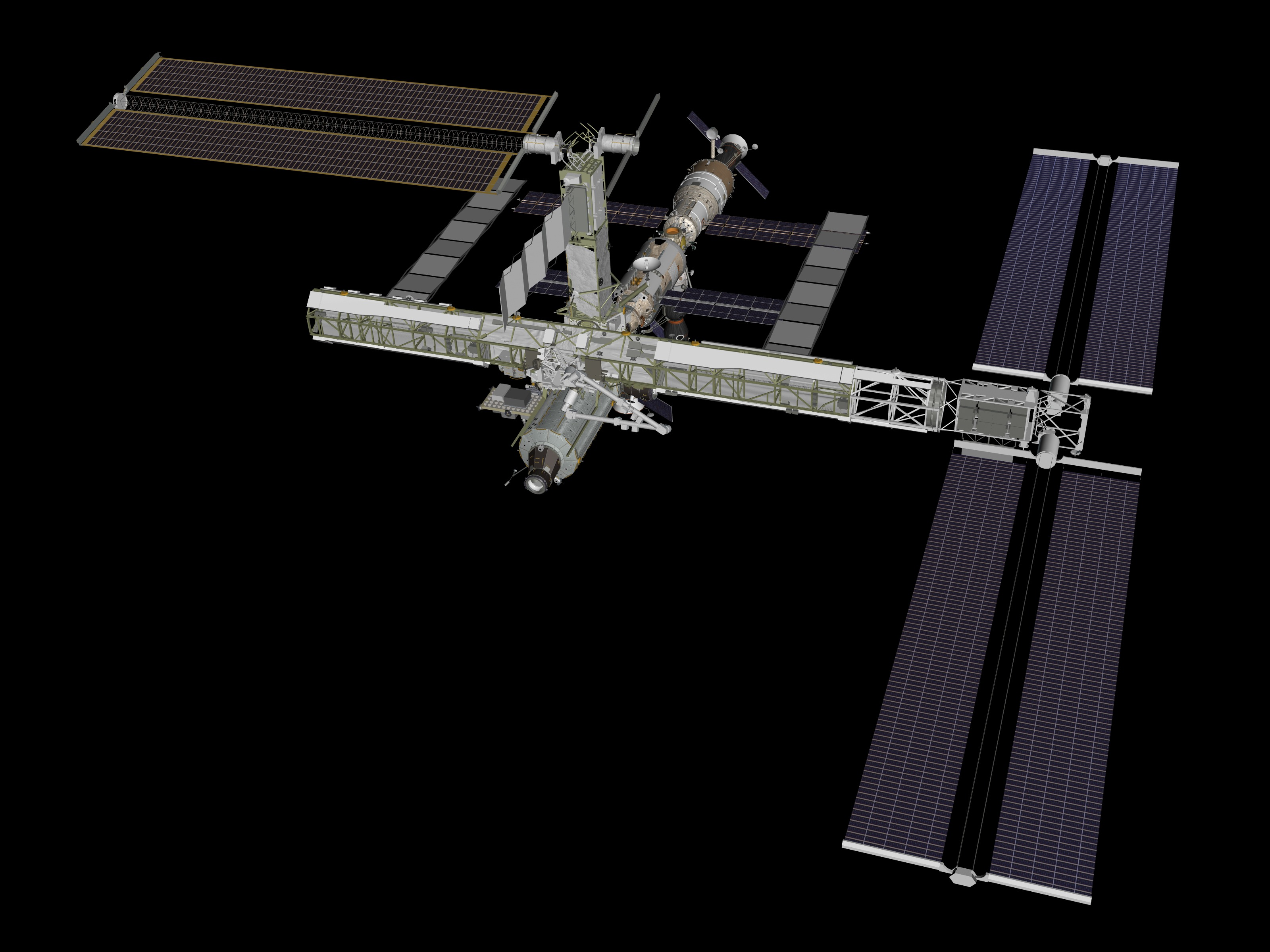
Так виглядає МКС після установки сегмента Р5

- 19 грудня о 19:42 UTC (2:42 вечора EST, 22:42 московський час) був закритий перехідний люк між МКС і шатлом. О 22:10 UTC (5:10 вечора EST, 1:10 московський час 20 грудня) шаттл відстикувався від МКС. Це сталося над Індійським океаном.
- 20 грудня — астронавти «Дискавері» провели останню перед посадкою інспекцію теплозахисного покриття шаттла. Командир екіпажу Марк Поланскі, пілот Білл Олфелайн і фахівець польоту Ніколас Патрік за допомогою робота — маніпулятора з подовжувачем і камерою, закріпленої на кінці подовжувача, обстежили зовнішню поверхню шатла, в пошуках пошкоджень, які могли виникнути від зіткнення з космічним сміттям або мікрометеоритами. Астронавти Боб Курбе, Крістер Фуглесанг, Джоан Хіггінботем і Томас Райтер займалися укладанням та пакуванням обладнання перед майбутньою в п'ятницю посадкою.
- 21 грудня — астронавти «Дискавері» запустили кілька мікросупутників. Перший супутник був запущений з вантажного відсіку шатла в 00:19 UTC. Супутник називаються MEPSI (мікроелектромеханічних систем на основі PicoSat інспектора). Цей супутник складається з двох частин, що мають кубічну форму і пов'язаних між собою. Сантиметрів Розмір супутників близько 10, загальна вага двох супутників — 3,5 кг. Був запущений супутник 1:58 UTC RAFT (транспондер Радар Fence), який також складається з двох зв'язаних між собою супутників мають форму куба розміром сантиметрів і загальною вагою 13 — 7 кг. О 18:23 UTC запущено супутник ANDE (Atmospheric Нейтральний Експеримент щільності), який складається з двох маленьких супутників: перший FCAL (Паркан калібрування) (вага 75 кг), другий МАА (Мок Ande Активний) (50 кг).

- 22 грудня — Перша спроба приземлення шатла (о 20:55 UTC) була скасована через проливний дощ на мисі Канаверал. Були висловлені пропозиції про посадку шаттла на базі Едвардс або на полігоні Уайт Сендс, проте перший варіант був також відкинутий за метеорологічних підстав, а посадка на полігоні Уайт Сендс здійснювалася всього один раз — під час польоту шаттла «Колумбія» STS-3 в 1982 році й сполучена з наступною дорогої перевезенням орбітери на спеціальному літаку. Шаттл зробив ще один виток навколо Землі й успішно приземлився на мисі Канаверал (Флорида) о 22:32 UTC (5:32 вечора EST, 1:32 московський час 23 грудня).

## Підсумки
Програма польоту «Діскавері» STS-116 була повністю виконана. Доставлений і змонтований сегмент фермової конструкції МКС «Р5». Були проведені перемикання системи електроживлення МКС з тимчасової схеми на постійну. Це було необхідно для забезпечення достатнього енергопостачання нових модулів МКС — європейського «Коламбус» і японського «Кібо», які будуть змонтовані на станції в роках 2007 — 2008. У загальній складності було проведено чотири виходи у відкритий космос, причому четвертий вихід не планувався раніше. Необхідність у четвертому виході виникла через неможливість згортання панелі сонячної батареї сегмента Р6. Здійснено часткову зміну екіпажу 14-й довготривалої експедиції МКС.